# Zúñiga
Zúñiga és un municipi de Navarra, a la comarca d'Estella Oriental, dins la merindad d'Estella. Limita al nord-est amb Lana, al sud-est amb Mendaza i a l'est amb Kanpezu.

## Demografia
| Evolució demogràfica                              | Evolució demogràfica | Evolució demogràfica | Evolució demogràfica | Evolució demogràfica | Evolució demogràfica | Evolució demogràfica | Evolució demogràfica | Evolució demogràfica | Evolució demogràfica | Evolució demogràfica |
| 1996                                              | 1998                 | 1999                 | 2000                 | 2001                 | 2002                 | 2003                 | 2004                 | 2005                 | 2006                 | 2007                 |
| ------------------------------------------------- | -------------------- | -------------------- | -------------------- | -------------------- | -------------------- | -------------------- | -------------------- | -------------------- | -------------------- | -------------------- |
| 130                                               | 126                  | 118                  | 114                  | 111                  | 162                  | 173                  | 183                  | 178                  | 181                  | 157                  |
| Fonts: Zúñiga i Institut d'Estadística de Navarra |                      |                      |                      |                      |                      |                      |                      |                      |                      |                      |